# JNR Nr. 6600 bis 6623
Die Fahrzeuge mit den Nummern 6600 bis 6623 der Japanese National Railways (JNR) waren Dampflokomotiven mit der Achsfolge 2'B1' (Atlantic). Es waren die ersten und einzigen Lokomotiven mit dieser Achsfolge in Japan.
Die 24 von Baldwin im Jahr 1897 gelieferten Maschinen gehörten zu den ersten Atlantics überhaupt. Sie waren verkleinerte Ausführungen der typischen nordamerikanischen Atlantic und verfügten dementsprechend über Barrenrahmen, innenliegende Stephenson-Steuerung, Dreipunkt-Abstützung, ein geräumiges Führerhaus und einen vierachsigen Tender mit Drehgestellen. Anders als bei den Normalspur-Atlantics dieser Zeit lag bei ihnen die Feuerbüchse bereits vollständig hinter den Kuppelachsen und konnte deshalb vergleichsweise breit ausgeführt werden.
Bei der Auslieferung trugen die Lokomotiven die Nummern 506 bis 529 der Nippon Tetsudō, und nach der Verstaatlichung der japanischen Eisenbahnen wurden sie in 6600 bis 6623 umgezeichnet.
Die Atlantic-Bauart konnte sich auf den kapspurigen Strecken in Japan wegen ihrer geringen Zugkraft nicht durchsetzen, und es wurden keine weiteren Atlantics beschafft. Die Lokomotiven wurden dennoch erst um 1925 ausgemustert, nicht früher als die meisten deutschen Atlantics.

## CGR-Klasse 4
1896 gab es auch bei den Cape Government Railways (CGR), einer Vorgängergesellschaft der South African Railways, Bedarf an neuen Schnellzuglokomotiven. Zu dieser Zeit waren jedoch die britischen Lokomotivfabriken, bei denen diese Bahn traditionell ihre Lokomotiven beschafft hatte, von Streiks blockiert, und außerdem hatten die Dampfschifffahrtsgesellschaften ihre Frachtraten plötzlich verdoppelt. Baldwin konnte wegen der vorangegangenen Lieferung der Atlantics an Japan ein günstiges Angebot machen, und so wurden im Mai 1897, nur zwei Monate nach der Bestellung, sechs Lokomotiven ausgeliefert – auf Segelschiffen.
Die Lokomotiven einschließlich der Tender unterschieden sich von den japanischen nur in Details. Neben einer etwas größeren Heizfläche war der wesentliche Unterschied die Ausstattung mit Trichterkupplungen, während in Japan damals noch Puffer und Hakenkupplungen nach europäischem Vorbild üblich waren.
Die Lokomotiven erhielten die Nummern 295 bis 300 und wurden in die Klasse 4 eingeordnet (zusammen mit älteren 2'C-Lokomotiven, siehe CGR-Klasse 4 (Stephenson)). Bei der Gründung der SAR im Jahr 1910 wurden sie bereits als veraltet angesehen und in die Klasse O4 eingeordnet (O für obsolet). Dennoch war zumindest ein Teil der Maschinen noch bis 1931 in Betrieb.
Wie ihre Gegenstücke in Japan blieben sie die einzigen Atlantics im Land. Bedeutend für die südafrikanischen Eisenbahnen war jedoch die mit ihnen verbundene Einführung des Barrenrahmens, womit die Lokomotiven für das Land eine ähnliche Bedeutung hatten wie die ebenfalls von Baldwin gelieferten Bayerische S 2/5 für die bayerischen Eisenbahnen.
Laut John Young waren dieses Lokomotiven für Normalspur (Spurweite 1435mmm), während die japanischen Schwestern auf Kapspur liefen.